# Тимошенко Володимир Петрович
Володи́мир Петро́вич Тимоше́нко (1935—1991) — український радянський машинобудівник, директор мелітопольського заводу «Автокольорлит» (1974—1980) та Мелітопольського моторного заводу (1980—1991), лауреат Державної премії УРСР у галузі науки та техніки (1990).

## Біографія
Володимир Тимошенко народився 9 грудня 1935 року в місті Новошахтинськ, у Ростовській області РРФСР. В 1954 закінчив Новочеркаський електромеханічний технікум і почав працювати на Горьковському заводі п/с 429 на посаді майстра, інженера-технолога, старшого інженера-технолога. У 1957—1974 роках працював бригадиром, майстром, старшим майстром, начальником цеху Запорізького моторобудівного заводу. У 1963—1969 роках навчався на вечірньому відділенні Запорізького машинобудівного інституту імені Чубаря за спеціальністю «машини та ливарне виробництво».
У 1974—1980 роках Володимир Тимошенко працював директором заводу «Автокольорлит» у Мелітополі, а в 1980—1991 роках — директором Мелітопольського моторного заводу. Під керівництвом Тимошенка на Моторному заводі завершили будівництво механозбірного корпусу для випуску силових агрегатів до автомобіля «Таврія», впроваджено перші роботокомплекси. З його ініціативи було збудовано базу відпочинку Моторного заводу, санаторій-профілакторій, піонерський табір «Зміна», оздоровчий комплекс, 2 дитячі садки, 4 магазини, ДПТУ-10, гуртожитки та житлові будинки. Створені та випущені під його керівництвом силові агрегати автомобіля «Таврія» відзначені срібною та бронзовою медалями ВДНГ.
У 1975—1991 роках обирався депутатом Мелітопольської міськради. Є автором 6 авторських свідоцтв на винаходи.

## Нагороди і премії
- Орден Трудового Червоного Прапора
- Орден Дружби народів
- Орден «Знак Пошани»
- Державна премія УРСР у галузі науки і техніки (1990)
- Звання «Почесний громадянин Мелітополя» (2002)

## Пам'ять

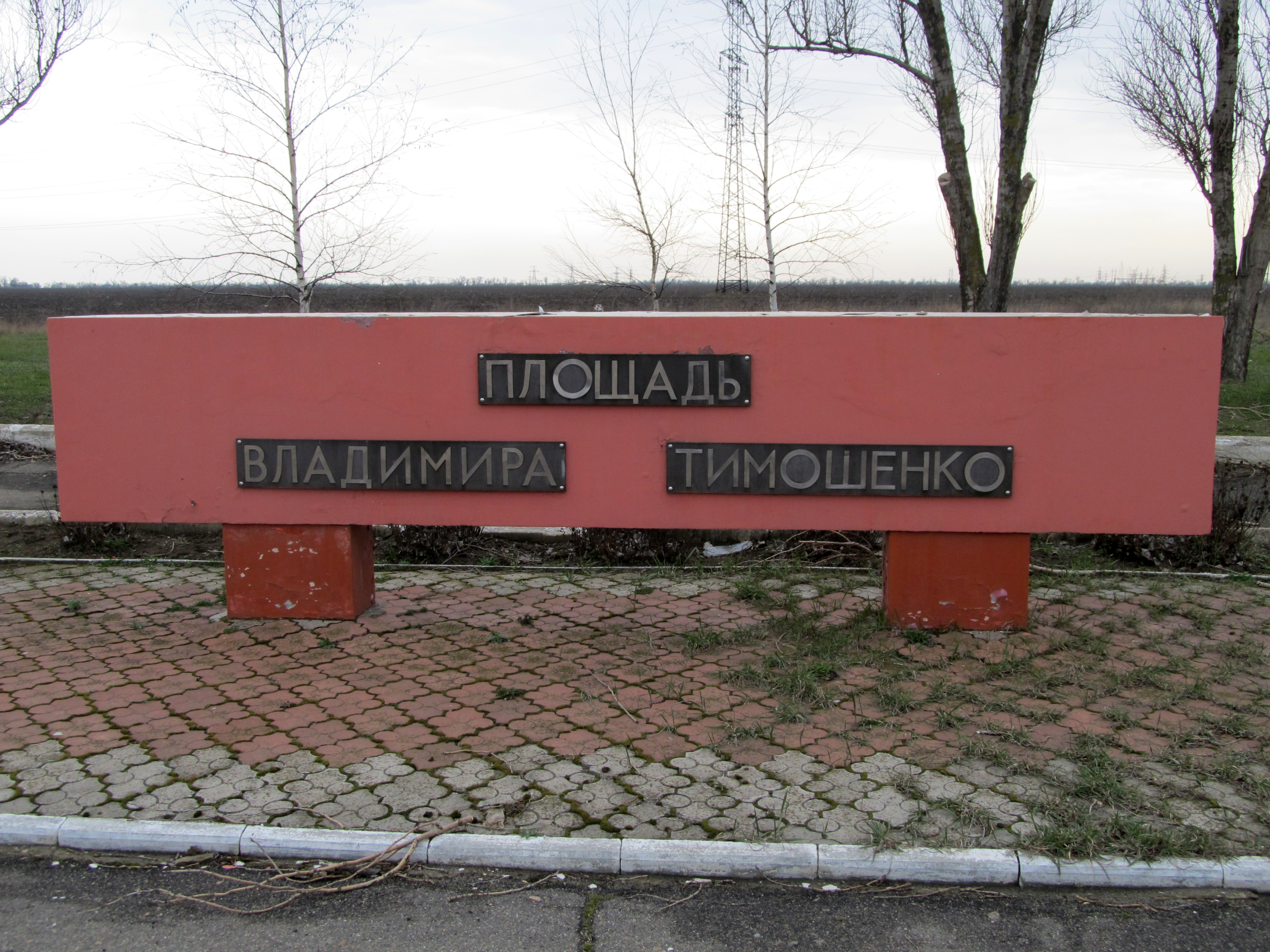
Знак із назвою площі Володимира Тимошенко.

- 1997 року на честь Тимошенка було названо площу на околиці Мелітополя між двома заводами, якими він керував — Моторним та Автокольорлитом[5].
- Декілька разів у Мелітополі проводився шаховий турнір пам'яті Володимира Тимошенка[6][7].
- У 2015 році, на честь 80-річчя від дня народження Тимошенка, у Мелітопольському краєзнавчому музеї було відкрито виставку «Машинобудівник з великої літери»[4][1].
- У 2016 році, в межах декомунізації, на честь Тимошенка було перейменовано Пролетарську вулицю та Пролетарський провулок у Мелітополі[5].